# Водянобалковский сельский совет
Водянобалковский сельский совет (укр. Водянобалківська сільська рада) — входит в состав
Диканьского района
Полтавской области
Украины.
Административный центр сельского совета находится в 
с. Водяная Балка.

## История
- 1918 — дата образования.

## Населённые пункты совета
- с. Водяная Балка
- с. Горянщина
- с. Кононенки
- с. Кратова Говтва
- с. Онацки

## Ликвидированные населённые пункты совета
- с. Бородаи
- с. Жовтневое
- с. Харпакова Балка